# Meromyza truncata
Meromyza truncata är en tvåvingeart som beskrevs av Lidia Ivanovna Fedoseeva 1971. Meromyza truncata ingår i släktet Meromyza och familjen fritflugor.
Artens utbredningsområde är Kalifornien. Inga underarter finns listade i Catalogue of Life.